# Galium olgae
Galium olgae — вид квіткових рослин родини маренових (Rubiaceae).

## Поширення
Ендемік України.

## Етимологія
Вид названо на честь Дубовик Ольги Миколаївни